# Helena Szczypawka-Ptaszyńska
Helena Maciejewska-Szczypawka-Gołębiewska-Ptaszyńska z d. Kwiatkowska (ur. 5 czerwca 1897 r. w Mościskach, par. Gójsk, gm. Szczutowo, zm. 5 czerwca 1977 r. w miejscowości Skrzeszewy w gm. Pacyna) – polska rzeźbiarka naiwna.

## Życiorys
Była córką rolników Walentego Kwiatkowskiego i Józefy z Ziółkowskich. W 1932 r. zawarła w Gójsku związek małżeński z Adamem Maciejewskim. Po jego śmierci poślubiła w 1947 r. Mikołaja Szczypawkę. Gdy po raz kolejny owdowiała, w 1954 r. wyszła za mąż za Bolesława Gołębiewskiego. Ostatni jej mąż nazywał się Ptaszyński. Nie miała dzieci, poza jednym, które zmarło zaraz po urodzeniu. Po czterokrotnym owdowieniu i spaleniu się domu rodzinnego w Mościskach, mieszkała w Modrzewiu, następnie w Maluszynie u małżeństwa Syskich. Zmarła w Zakładzie Opiekuńczo-Leczniczym Sióstr Franciszkanek w Skrzeszewach, gdzie przebywała od lipca 1976 r.  

## Twórczość
Rzeźbiarka używała prostych narzędzi: siekierki, noża i pilnika do ostrzenia siekiery, dłuta i świdra (do wykonywania otworów na ogon). Talent odziedziczyła po ojcu, przy nim nauczyła się wykonywać koła i naczynia klepkowe. Rzeźbiła od dzieciństwa, głównie zwierzęta gospodarskie (szczególnie ceniła świnie, które hodowali jej rodzice), ptaki, postacie jeźdźców na koniu, księży. Późniejsze prace wyróżniają się bardziej surową formą, zdradzają wykonanie pospieszne, jakby niedbałe. Jej rzeźby uczestniczyły w wielu wystawach sztuki ludowej. Większe zbiory rzeźb Szczypawki-Ptaszyńskiej posiadają: Państwowe Muzeum Etnograficzne w Warszawie, Muzeum Wsi Mazowieckiej w Sierpcu, Muzeum Szlachty Mazowieckiej w Ciechanowie (z przekazu Mariana Przedpełskiego), Muzeum Mazowieckie w Płocku, Muzeum Etnograficzne im. Marii Znamierowskiej-Prüfferowej w Toruniu. Znaczną liczbę rzeźb twórczyni zgromadzili kolekcjonerzy prywatni (m.in. Bolesław Nawrocki czy Ludwig Zimmerer).